# Председнички избори у САД 1916.
Председнички избори у САД 1916. су били 33. председнички избори по редоследу, и одржали су се у уторак 7. новембра. Актуелни демократски председник Вудро Вилсон је победио бившег гувернера савезне државе Њујорк републиканца Чарлса Еванса Хјуза. Избори су били јако тесни, Калифорнија је на крају била пресудна држава.
Службене новине Краљевине Србије, Новине српске, су 15. (3) новембра 1916. године погрешно пренеле вест да је на изборима победио Хјуз. Поједине новине у САД су такође пренеле вест да је Хјуз победио, попут The Sun из савезне државе Њујорк.